# Puch-Werke
La Puch () è stata una società austriaca costruttrice di biciclette, motori, motociclette e automobili, attiva autonomamente dal 1899 al 1928.

## Storia

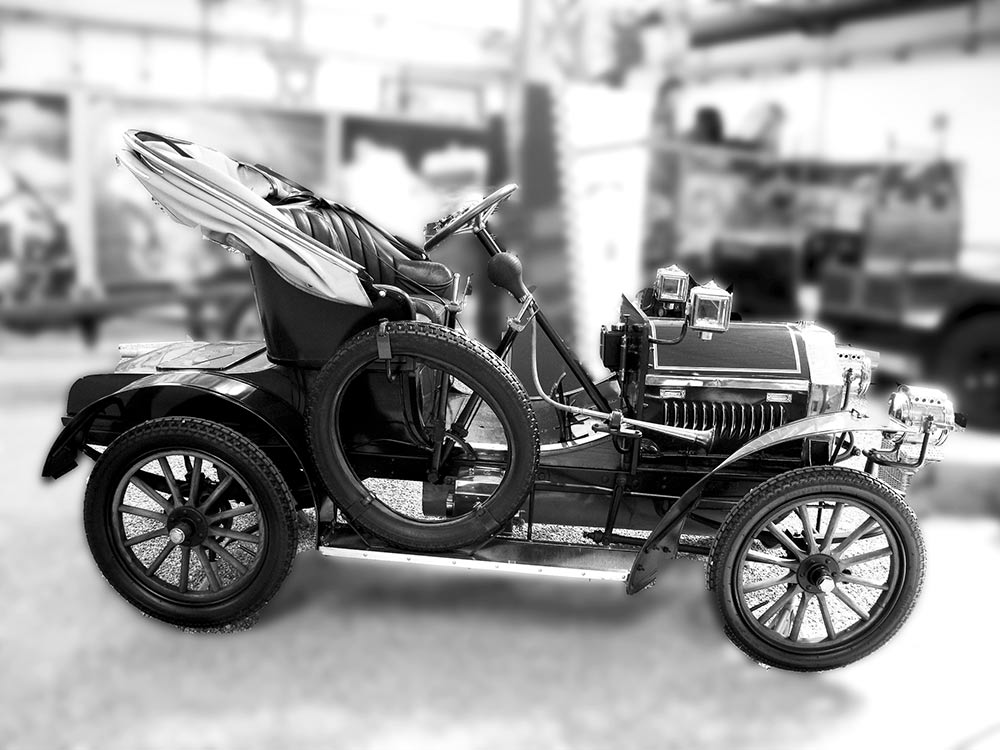
La Puch Voiturette del 1906, la prima automobile in piccola serie

Johann Puch fondò nel 1899 a Graz la Johann Puch - Erste Steiermärkische Fahrrad-Fabriks-Aktiengesellschaft dopo essersi diviso dal socio con cui pochi anni prima aveva aperto un'altra azienda, la prima che utilizzava il suo nome. L'attività predominante era quella di costruttore di biciclette, ma già dal 1901 si allargò a quella di motociclette e nel 1904 a quella di automobili.
Nel 1912 il fondatore lasciò l'azienda e ne divenne presidente onorario fino alla sua morte due anni dopo. Nel 1914 l'azienda che occupava 1.100 dipendenti e produceva annualmente 16.000 biciclette e 300 motociclette e auto cambiò denominazione, diventando PuchWerke AG.
Durante la prima guerra mondiale divenne un fornitore dell'esercito dell'Impero austro-ungarico.
L'azienda si fuse nel 1928 con la Austro-Daimler creando la Austro-Daimler-Puchwerke AG, a sua volta operativa fino al 1934 quando la nuova fusione con Steyr-Werke portò alla nascita del conglomerato Steyr-Daimler-Puch.
Da quel momento il marchio Puch singolo venne utilizzato principalmente sulle motociclette e sulle biciclette prodotte dal conglomerato austriaco, mentre sulle autovetture venne affiancato dal marchio Steyr. L'uso del marchio, sia del settore ciclistico che di quello motociclistico, sono stati acquisiti nel 1987 dal Gruppo Piaggio, che poi affidò la gestione della parte ciclistica alla Bianchi.
Nel 2011 la società J. Faber GmbH acquisisce i diritti d'uso del marchio Puch per le biciclette. Le nuove Puch-Räder verranno prodotte in Francia in accordo con la Cycleurope AB.